# Uncover (canção)
"Uncover" é uma canção da cantora sueca Zara Larsson de seu primeiro extended play, Introducing (2013).  A música foi lançada em 21 de janeiro de 2013.  Foi escrita por Marcus Sepehrmanesh, Robert Habolin e Gavin Jones e foi produzida por Habolin. Inicialmente, a canção apareceu nas paradas do DigiListan, nas paradas da SR P3 para downloads em 27 de janeiro de 2013 e, eventualmente, no Sverigetopplistan, a parada oficial da Suécia em 22 de fevereiro de 2013, tornando-se número um. O single também alcançou a primeira posição na Noruega. Em julho de 2013, a música foi certificada 6 × Platina na Suécia pela Universal Music Sweden . 
"Uncover" também foi incluída no álbum de estúdio de estréia de Larsson, 1 (2014) e em seu EP de estréia internacional, Uncover (2015). 